# Paul Mazursky
Paul Mazursky, rodným jménem Irwin Lawrence Mazursky, (25. dubna 1930 – 30. června 2014) byl americký filmový režisér, scenárista, producent a herec. Narodil se v newyorském Brooklynu do židovské rodiny. V roce 1951 získal vzdělání na Brooklyn College a následně se začal věnovat herecké kariéře. Mimo řady filmů, na kterých se podílel, napsal v roce 1999 autobiografickou knihu nazvanou Show Me the Magic. V letech 2011 až 2014 přispíval jako kritik do časopisu Vanity Fair. Zemřel v roce 2014 ve věku 84 let.

## Filmografie (výběr)
- Džungle před tabulí (1955) – herec
- Bob a Carol a Ted a Alice (1969) – režie
- Zamilovaný advokát (1973) – režie, herec
- Harry a Tonto (1974) – režie, herec
- Rozvedená žena (1978) – režie, herec
- Moskva na Hudsonu (1984) – režie, scénář, produkce
- Somrák z Beverly Hills (1986) – režie, herec
- Pointa (1988) – herec
- Taková normální láska (1991) – režie
- Carlitova cesta (1993) – herec
- Drsný a drsnější (1996) – herec
- Smrtící telefon (1996) – režie, herec
- Majestic (2001) – herec
- Bláznivá cesta (2003) – režie, herec
- Yippee: Cesta k židovské radosti (2006) – režie